# Tukotuko kordobański
Tukotuko kordobański (Ctenomys osvaldoreigi) – gatunek gryzonia z rodziny tukotukowatych (Ctenomyidae). Występuje w Ameryce Południowej, gdzie odgrywa ważną rolę ekologiczną. Siedlisko tukotuko kordobańskiego położone jest na terenie Estancia San Luis (31°24’S, 64°48’W) w argentyńskiej prowincji Córdoba, na wysokości ponad 2000 m n.p.m. Na zmniejszenie liczebności populacji znacząco wpłynęły pożary (2006). Międzynarodowa Unia Ochrony Przyrody (IUCN) wymienia ten gatunek w Czerwonej księdze gatunków zagrożonych jako gatunek krytycznie zagrożony i oznacza go akronimem CR.